# Befehlshaber der Sicherungsstreitkräfte
Der Befehlshaber der Sicherungsstreitkräfte (B. d. Sich.) war eine Kommandobehörde der Kriegsmarine im Zweiten Weltkrieg.

## Geschichte
Am 10. November 1944 wurde die Dienststelle des Befehlshabers der Sicherungsstreitkräfte eingerichtet und dem Flottenkommando unterstellt. Die neu geschaffene Dienststelle übernahm die Aufgaben des vorher aufgelösten Admiral der Seebefehlsstellen.
Alle Sicherungsstreitkräfte der Kriegsmarine blieben zwar weiterhin bei den jeweiligen Kommandierenden Admirälen, wurden aber truppendienstlich der neuen Dienststelle zugewiesen.
Stabsquartier war bis März 1945 Ahlbeck bei Swinemünde und dann bis zur Auflösung das Wohnschiff Helgoland in Kiel.

## Gliederung
- Sicherung-Lehr-Division (im Januar 1945 aufgestellt)
- Unterseebootsabwehrschule
- 3. Transportflottille
- Inspekteur Minenräumdienst Donau (ab Januar 1945): Kapitän zur See der Reserve Anselm Lautenschlager
- Führer der Minenschiffe (ab 1944)

## Befehlshaber
- Kapitän zur See Karl Bergelt: von der Aufstellung bis Januar 1945 als Chef des Stabes mit der Wahrnehmung der Geschäfte beauftragt
- Konteradmiral Ernst Lucht: vom 15. Januar 1945 bis Kriegsende

## Chef des Stabes
- Kapitän zur See Karl Bergelt